# Pierre Renoir
Pierre Renoir (Parigi, 21 marzo 1885 – Parigi, 11 marzo 1952) è stato un attore francese, figlio di Pierre-Auguste, fratello di Jean e padre di Claude.

## Biografia
Figlio del pittore Pierre-Auguste Renoir e della sua compagna Aline Charigot, si interessò fin da giovane al teatro. Frequentò il Conservatoire national supérieur d'art dramatique, dove si diplomò nel 1907. Recitò a lungo al Teatro dell'Odéon e divenne amico di famosi registi teatrali come, dal 1928, Louis Jouvet e, dal 1946, di Jean-Louis Barrault, con i quali fondò importanti sodalizi artistici.
Nel 1914 sposò l'attrice Véra Sergine (1884-1946), dalla quale ebbe il figlio Claude Renoir (poi direttore della fotografia), prima di divorziare nel 1925.
Ferito gravemente durante la prima guerra mondiale, perse l'uso dell'avambraccio destro. Riformato, riprese la carriera d'attore, mettendo in scena Jean Giraudoux.
Dopo il divorzio, sposò un'altra attrice, Marie-Louise Iribe (1894-1934), con la quale fondò una società di produzione cinematografica, "Les Artistes réunis". Dopo un nuovo divorzio, nel 1933 sposò ancora una volta un'attrice, Elisa Ruis (1917-1998).
Anche se poco interessato a recitare nel cinema muto, benché avesse fatto una piccola parte in La ragazza dell'acqua (1925), all'avvento del sonoro si fece convincere dal fratello Jean Renoir a lavorare nel cinema. Il suo primo ruolo importante fu nel film La notte dell'incrocio (1932), per la regia del fratello, dove interpretò il ruolo di Jules Maigret. Jean Renoir lo dirigerà ancora in Madame Bovary (1933) e in La Marsigliese (1938).
Nel 1935 Julien Duvivier lo volle in La bandera, dove ebbe la parte di un ufficiale, ruolo che gli toccherà spesso di interpretare. Nello stesso anno fu Ulisse in La guerra di Troia non si farà, un dramma di Giraudoux per la regia di Jouvet (che vi interpretò Ettore).
Durante l'occupazione nazista di Parigi, con Charles Dullin e Gaston Baty assunse la direzione dell'Associazione dei direttori di teatro di Parigi, un organismo obbligatorio creato nell'ottobre del 1940, dove restò fino al 1943.
Dopo la liberazione continuerà a lavorare (in tutto è apparso in circa 65 film), e fino alla morte assumerà la direzione del Théâtre de l'Athénée (già diretto dal 1935 al 1951 da Louis Jouvet), oltre a dare lezioni di recitazione in diverse occasioni e istituzioni.
Ebbe come padrino Gustave Caillebotte, altro pittore amico del padre. Riposa al cimitero di Essoyes, nell'Aube, paese natale della madre, dove, oltre a lei, sono sepolti anche suo padre e i suoi due fratelli.

## Filmografia

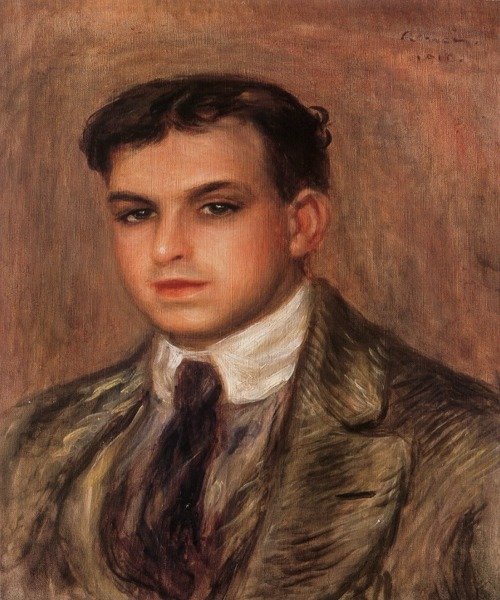
Ritratto dell'attore fatto dal padre nel 1910

- La Digue, regia di Abel Gance (1911)
- Les Deux Gosses, regia di Adrien Caillard (1912)
- Marion de Lorme, regia di Henry Krauss (1918)
- La ragazza dell'acqua (La Fille de l'eau), regia di Jean Renoir (1924)
- Morgane la sirène, regia di Léonce Perret (1928)
- La notte dell'incrocio (La Nuit du carrefour), regia di Jean Renoir (1932)
- L'agonia delle aquile (L'agonie des aigles), regia di Roger Richebé (1933)
- Madame Bovary, regia di Jean Renoir (1933)
- La bandera, regia di Julien Duvivier (1935)
- Vigilia d'armi (Veille d'armes), regia di Marcel L'Herbier (1935)
- La Route impériale, regia di Marcel L'Herbier (1935)
- Tovaritch, regia di Jacques Deval (1935)
- L'Homme sans cœur, regia di Léo Joannon (1936)
- L'Île des veuves, regia di Claude Heymann (1936)
- Les Loups entre eux, regia di Léon Mathot (1936)
- Sous les yeux d'Occident ou Razumov, regia di Marc Allégret (1936)
- Quand minuit sonnera, regia di Léo Joannon (1936)
- La Citadelle du silence, regia di Marcel L'Herbier (1937)
- Boissière, regia di Fernand Rivers (1937)
- Les Nuits blanches de Saint-Pétersbourg, regia di Jean Dréville (1937)
- L'Affaire Lafarge, regia di Pierre Chenal (1938)
- La Marsigliese (La Marseillaise), regia di Jean Renoir (1938)
- Le Révolté, regia di Léon Mathot (1938)
- Le Patriote, regia di Maurice Tourneur (1938)
- Il capitano Mollenard (Mollenard), regia di Robert Siodmak (1938)
- Légions d'honneur, regia di Maurice Gleize (1938)
- La Maison du Maltais, regia di Pierre Chenal (1938)
- Le Paradis de Satan, regia di Félix Gandera (1938)
- La Piste du sud, regia di Pierre Billon (1938)
- L'isola dei coralli (Le Récif de corail), regia di Maurice Gleize (1938)
- Nord-Atlantique, regia di Maurice Cloche (1939)
- Serge Panine, regia di Charles Méré (1939)
- Nadia la femme traquée, regia di Claude Orval (1939)
- L'imboscata (Pièges), regia di Robert Siodmak (1939)
- Histoire de rire, regia di Marcel L'Herbier (1941)
- Le pavillon brûle, regia di Jacques de Baroncelli (1941)
- L'Embuscade, regia di Fernand Rivers (1941)
- Ceux du ciel, regia di Yvan Noé (1941)
- Macao l'inferno del gioco (Macao, l'Enfer du jeu), regia di Jean Delannoy (1942)
- La Loi du printemps, regia di Jacques Daniel-Norman (1942)
- Dernier Atout, regia di Jacques Becker (1942)
- Le journal tombe à cinq heures, regia di Georges Lacombe (1942)
- L'Appel du bled, regia di Maurice Gleize (1942)
- Le Loup des Malveneur, regia di Guillaume Radot (1943)
- Madame et le mort, regia di Louis Daquin (1943)
- Tornavara, regia di Jean Dréville (1943)
- Le Père Goriot, regia di Robert Vernay (1944)
- Le Voyageur sans bagage, regia di Jean Anouilh (1944)
- Amanti perduti (Les Enfants du paradis), regia di Marcel Carné (1945)
- 90... la paura (Le Mystère Saint-Val), regia di René Le Hénaff (1945)
- Marie la Misère, regia di Jacques de Baroncelli (1945)
- Peloton d'exécution, regia di André Berthomieu (1945)
- Mission spéciale, regia di Maurice de Canonge (1946)
- Le Capitan, regia di Robert Vernay (1946)
- Coïncidences, regia di Serge Debecque (1947)
- Les Trafiquants de la mer, regia di Willy Rozier (1947)
- La Dame d'onze heures, regia di Jean-Devaivre (1948)
- Cargaison clandestine, regia di Alfred Rode (1948)
- Scandalo ai Campi Elisi (Scandale aux Champs-Élysées), regia di Roger Blanc (1949)
- Le Furet, regia di Raymond Leboursier (1949)
- Menace de mort, regia di Raymond Leboursier (1949)
- La ferme des sept péchés, regia di Jean-Devaivre (1949)
- Le Mystère de la chambre jaune, regia di Henri Aisner (1949)
- Le Furet, regia di Raymond Leboursier (1950)
- Knock ovvero il trionfo della medicina (Knock), regia di Guy Lefranc (1951)
- La strega del Rodano (Le Jugement de Dieu), regia di Raymond Bernard (1952)

## Teatro
- 1908: Parmi les pierres, di Hermann Sudermann, Théâtre de l'Odéon
- 1909: Beethoven, di René Fauchois, regia di André Antoine, Théâtre de l'Odéon
- 1909: Les Grands, di Pierre Veber e Serge Basset, Théâtre de l'Odéon
- 1912: Le Mystère de la chambre jaune, di Gaston Leroux, con Léontine Massart, Théâtre de l'Ambigu
- 1916: L'Amazone, di Henry Bataille, Théâtre de la Porte-Saint-Martin
- 1920: Les Conquérants, di Charles Méré, Théâtre de l'Ambigu
- 1921: Le feu qui reprend mal, di Jean-Jacques Bernard, regia di Alexandre Arquillière, Théâtre Antoine
- 1921: La Passante, di Henry Kistemaeckers, regia di Marcel Varnel, Théâtre de Paris
- 1924: La Flambée di Henry Kistemaeckers, Théâtre de Paris
- 1924: La Danse de minuit, di Charles Méré, regia di Victor Francen, Théâtre de Paris
- 1925: Les Marchands de gloire, di Marcel Pagnol e Paul Nivoix, Théâtre de la Madeleine
- 1926: Le Carrosse du Saint Sacrement, di Prosper Mérimée, regia di Louis Jouvet, Comédie des Champs Elysées
- 1926: Au grand large, di Sutton Vane, regia di Louis Jouvet, Comédie des Champs Elysées
- 1928: Siegfried, di Jean Giraudoux, regia di Louis Jouvet, Comédie des Champs Elysées
- 1929: Suzanne, di Stève Passeur, regia di Louis Jouvet, Comédie des Champs Elysées
- 1929: Jean de la Lune, di Marcel Achard, regia di Louis Jouvet, Comédie des Champs Elysées
- 1929: Amphitryon 38, di Jean Giraudoux, regia di Louis Jouvet, Comédie des Champs Elysées
- 1931: L'Eau fraîche, di Pierre Drieu la Rochelle, regia di Louis Jouvet, Comédie des Champs Elysées
- 1931: Une taciturne, di Roger Martin du Gard, regia di Louis Jouvet, Comédie des Champs Elysées
- 1932: Domino, di Marcel Achard, regia di Louis Jouvet, Comédie des Champs Elysées
- 1932: La Margrave, di Alfred Savoir, regia di Louis Jouvet, Comédie des Champs Elysées
- 1933: Intermezzo, di Jean Giraudoux, regia di Louis Jouvet, Comédie des Champs Elysées
- 1933: Pétrus, di Marcel Achard, regia di Louis Jouvet, Comédie des Champs Elysées
- 1934: Au grand large, di Sutton Vane, regia di Louis Jouvet, Comédie des Champs Elysées
- 1934: La Machine infernale, di Jean Cocteau, regia di Louis Jouvet, Comédie des Champs Elysées
- 1934: Amphitryon 38, di Jean Giraudoux, regia di Louis Jouvet, Théâtre de l'Athénée
- 1934: Tessa, la nymphe au cœur fidèle, adattamento di Jean Giraudoux da Basil Dean e Margaret Kennedy, regia di Louis Jouvet, Théâtre de l'Athénée
- 1935: La guerre de Troie n'aura pas lieu, di Jean Giraudoux, regia di Louis Jouvet, Théâtre de l'Athénée
- 1935: Supplément au voyage de Cook, di Jean Giraudoux, regia di Louis Jouvet, Théâtre de l'Athénée
- 1935: Knock ou le triomphe de la médecine, di Jules Romains, regia di Louis Jouvet, Comédie des Champs-Élysées
- 1937: Le Château de cartes, di Steve Passeur, regia di Louis Jouvet, Théâtre de l'Athénée
- 1937: Électre, di Jean Giraudoux, regia di Louis Jouvet, Théâtre de l'Athénée
- 1937: L'Impromptu de Paris, di Jean Giraudoux, regia di Louis Jouvet, Théâtre de l'Athénée
- 1939: Histoire de rire, di Armand Salacrou, Théâtre de la Madeleine
- 1942: Macbeth, di William Shakespeare, regia di Gaston Baty, Théâtre Montparnasse
- 1943: La Légende du Chevalier, di André de Peretti Della Roca, regia di Julien Bertheau, Comédie-Française
- 1945: Le Soldat et la sorcière, di Armand Salacrou, regia di Charles Dullin, con Sophie Desmarets, Daniel Lecourtois, Théâtre Sarah-Bernhardt
- 1946: Hamlet, di William Shakespeare, regia di Jean-Louis Barrault, Théâtre Marigny
- 1946: Les Nuits de la colère, di Armand Salacrou, regia di Jean-Louis Barrault, Théâtre Marigny
- 1947: Dom Juan, di Molière, regia di Louis Jouvet, Théâtre de l'Athénée
- 1949: Le Pain dur, di Paul Claudel, regia di André Barsacq, Théâtre de l'Atelier

## Doppiatori italiani
- Gero Zambuto